# بخش کیروفسکی، سن پترزبورگ
بخش کیروفسکی (به لاتین: Kirovsky District) یک بخش در روسیه است که در سن پترزبورگ واقع شده‌است.